# Tantilla sertula
Tantilla sertula – gatunek węża z rodziny połozowatych (Colubridae). Endemit Meksyku, znany tylko z holotypu.

## Systematyka
Węże te zalicza się do rodziny połozowatych, do której zaliczano je od dawna. Starsze źródła również umieszczają Tantilla w tej samej rodzinie Colubridae. Używają jednak dawniejszej polskojęzycznej nazwy wężowate czy też węże właściwe, poza tym Colubridae zaliczają do infrapodrzędu Caenophidia, czyli węży wyższych. W obrębie rodziny rodzaj Tantilla należy do podrodziny Colubrinae.

## Rozmieszczenie geograficzne
Tantilla sertula należy do gatunków znanych z pojedynczego spotkania. Miało ono miejsce w 1978 roku w La Unión położonym na zachodzie meksykańskiego stanu Guerrero na terenach leżących na wysokości 150 m n.p.m., porośniętych tropikalnym lasem liściastym.
Zwierzę ryje w ziemi, co IUCN wiąże z rzadkimi spotkaniami z tym wężem.

## Zagrożenia i ochrona
Nie wiadomo dokładnie, jakie są zagrożenia dla gatunku.